# Oscar 2017
A 89.ª cerimônia de entrega dos Academy Awards (ou Oscars 2017) foi uma transmissão televisiva, produzida pela Academia de Artes e Ciências Cinematográficas (AMPAS), para premiar os melhores atores, técnicos e filmes de 2016. A cerimônia, realizada em 26 de fevereiro de 2017, aconteceu no Teatro Dolby, em Los Angeles, Califórnia, às 17:30 no horário local. Foram distribuídos prêmios em 24 categorias e a transmissão ao vivo foi feita pela emissora de televisão estadunidense ABC. A produção ficou por conta de Michael De Luca e Jennifer Todd e foi dirigida por Glenn Weiss. O palco teve desenho cênico de Derek McLane. O anfitrião foi o comediante Jimmy Kimmel.
Em eventos relacionados, no dia 12 de novembro de 2016, a Academia realizou a oitava cerimônia dos Governors Awards no Hollywood and Highland. Em 11 de fevereiro de 2017, John Cho e Leslie Mann apresentaram o Oscar Científico ou Técnico, que foi entregue em uma cerimônia no Beverly Wilshire Hotel, em Beverly Hills.
Moonlight ganhou três prêmios, incluindo Melhor Filme, e La La Land foi o mais premiado da noite com seis estatuetas após ter recebido um recorde de 14 nomeações, quando igualou o número de nomeações de Titanic (1997) e All About Eve (1950). Na entrega da última categoria, foi anunciado incorretamente que La La Land havia conquistado o Oscar de Melhor Filme. Depois de 2 minutos e 23 segundos, com a equipe no palco a receber o prêmio e discursar, foi informado o erro e esclarecido que o vencedor era Moonlight. Esta edição foi marcada por uma polêmica: foi a primeira vez na história dos prêmios que aconteceu um equívoco ao entregar uma estatueta, sendo o fato exatamente no momento da entrega da estatueta de melhor filme. Moonlight foi o primeiro filme da história com temática LGBT a ganhar na categoria Melhor Filme e também o primeiro com um elenco totalmente composto por atores negros a vencer na mesma categoria. Damien Chazelle se tornou o cineasta mais jovem de sempre a vencer Melhor Diretor. Mahershala Ali foi o primeiro muçulmano a ganhar um Oscar na história, vencendo na categoria de Melhor Ator Coadjuvante.
Os filmes Hacksaw Ridge e Manchester by the Sea ganharam dois prêmios cada um. Entre os vencedores com um prêmio estão Arrival, Fantastic Beasts and Where to Find Them, Fences, The Jungle Book, Piper, Zootopia, Forushande, Mindenki, Esquadrão Suicida, The White Helmets, e O.J.: Made in America.

## Cronograma
| Data                    | Evento                                        |
| ----------------------- | --------------------------------------------- |
| 12 de novembro de 2016  | Entrega do "Governors Awards                  |
| 5 de janeiro de 2017    | Início da votação para definir os indicados   |
| 13 de janeiro de 2017   | Término da votação para definir os indicados  |
| 24 de janeiro de 2017   | Anúncio dos indicados ao Oscar                |
| 6 de fevereiro de 2017  | Almoço oficial dos indicados                  |
| 11 de fevereiro de 2017 | Entrega do "Scientific and Technical Awards"  |
| 13 de fevereiro de 2017 | Início da votação para definir os ganhadores  |
| 21 de fevereiro de 2017 | Término da votação para definir os ganhadores |
| 26 de fevereiro de 2017 | Cerimônia do Oscar 2017                       |

## Vencedores e indicados
Os nomeados para a 89.ª  entrega dos Academy Awards foram anunciados em 24 de janeiro de 2017 às 11h30 (BRT) no Samuel Goldwyn Theater em Beverly Hills, na Califórnia, pelo diretor Jason Reitman, pela presidente da Academia Cheryl Boone Isaacs, pelas atrizes Brie Larson, Marcia Gay Harden, Glenn Close e Jennifer Hudson, pelo ator Ken Watanabe, e pelo diretor de fotografia Emmanuel Lubezki. Pela primeira vez na história os nomeados foram anunciados por streaming global pelos sites oficiais da Academia e por emissoras de televisão. No Brasil, a nomeação foi transmitida pelo canal TNT.
 Indica o ganhador dentro de cada categoria.
| Melhor Filme Moonlight – Adele Romanski, Dede Gardner e Jeremy Kleiner - Arrival – Dan Levine, Shawn Levy, David Linde e Aaron Ryder - Fences – Todd Black, Scott Rudin e Denzel Washington - Hacksaw Ridge – David Permut e Bill Mechanic - Hell or High Water – Carla Hacken e Julie Yorn - Hidden Figures – Peter Chernin, Donna Gigliotti, Theodore Melfi, Jenno Topping e Pharrell Williams - La La Land – Fred Berger, Jordan Horowitz e Marc Platt - Lion – Iain Canning, Angie Fielder e Emile Sherman - Manchester by the Sea – Lauren Beck, Matt Damon, Chris Moore, Kimberly Steward e Kevin J. Walsh | Melhor DiretorDamien Chazelle – La La Land - Barry Jenkins – Moonlight - Denis Villeneuve – Arrival - Kenneth Lonergan – Manchester by the Sea - Mel Gibson – Hacksaw Ridge |
| Melhor Ator/Actor (Principal)Casey Affleck – Manchester by the Sea como Lee Chandler - Andrew Garfield – Hacksaw Ridge como Desmond Doss - Denzel Washington – Fences como Troy Maxson - Ryan Gosling – La La Land como Sebastian Wilder - Viggo Mortensen – Captain Fantastic como Ben Cash | Melhor Atriz/Actriz (Principal)Emma Stone – La La Land como Mia Dolan - Isabelle Huppert – Elle como Michèle LeBlanc - Meryl Streep – Florence Foster Jenkins como Florence Foster Jenkins - Natalie Portman – Jackie como Jackie Kennedy - Ruth Negga – Loving como Mildred Loving |
| Melhor Ator/Actor Coadjuvante/SecundárioMahershala Ali – Moonlight como Juan - Dev Patel – Lion como Saroo Brierley - Jeff Bridges – Hell or High Water como Marcus Hamilton - Lucas Hedges – Manchester by the Sea como Patrick Chandler - Michael Shannon – Nocturnal Animals como Bobby Andes | Melhor Atriz/Actriz Coadjuvante/SecundáriaViola Davis – Fences como Rose Maxson - Michelle Williams – Manchester by the Sea como Randi Chandler - Naomie Harris – Moonlight como Paula - Nicole Kidman – Lion como Sue Brierley - Octavia Spencer – Hidden Figures como Dorothy Vaughan |
| Melhor Roteiro/Argumento - OriginalManchester by the Sea – Kenneth Lonergan - 20th Century Women – Mike Mills - Hell or High Water – Taylor Sheridan - La La Land – Damien Chazelle - The Lobster – Yorgos Lanthimos e Efthymis Filippou | Melhor Roteiro/Argumento - AdaptadoMoonlight – Barry Jenkins e Tarell Alvin McCraney por In Moonlight Black Boys Look Blue de T. McCraney - Arrival – Eric Heisserer por Story of Your Life de Ted Chiang - Fences – August Wilson por Fences de August Wilson - Hidden Figures – Allison Schroeder e T. Melfi por Hidden Figures de M. Shetterly - Lion – Luke Davies por A Long Way Home de Saroo Brierley e Larry Buttrose              |
| Melhor Filme de AnimaçãoZootopia – Byron Howard, Rich Moore e Clark Spencer - Kubo and the Two Strings – Travis Knight e Arianne Sutner - La Tortue rouge – Michaël Dudok de Wit e Toshio Suzuki - Ma vie de Courgette – Claude Barras e Max Karli - Moana – John Musker, Ron Clements e Osnat Shurer | Melhor Filme EstrangeiroForushande ( Irão) – Asghar Farhadi - En man som heter Ove ( Suécia) – Hannes Holm - Tanna ( Austrália) – Martin Butler e Bentley Dean - Toni Erdmann ( Alemanha) – Maren Ade - Under sandet ( Dinamarca) – Martin Zandvliet |
| Melhor Documentário em Longa-metragemO.J.: Made in America – Ezra Edelman e Caroline Waterlow - 13th – Ava DuVernay, Spencer Averick e Howard Barish - Fuocoammare – Gianfranco Rosi e Donatella Palermo - I Am Not Your Negro – Raoul Peck, Rémi Grellety e Hébert Peck - Life, Animated – Roger Ross Williams e Julie Goldman | Melhor Documentário em Curta-metragemThe White Helmets – Orlando von Einsiedel e Joanna Natasegara - 4.1 Miles – Daphne Matziaraki - Extremis – Dan Krauss - Joe's Violin – Kahane Cooperman e Raphaela Neihausen - Watani: My Homeland – Marcel Mettelsiefen e Stephen Ellis |
| Melhor Curta-metragemMindenki – Kristóf Deák e Anna Udvardy - Timecode – Juanjo Giménez - Ennemis Intérieurs – Sélim Azzazi - La femme et le TGV – Timo von Gunten e Giacun Caduff - Silent Nights – Aske Bang e Kim Magnusson | Melhor Animação em Curta-metragemPiper – Alan Barillaro e Marc Sondheimer - Blind Vaysha – Theodore Ushev - Borrowed Time – Andrew Coats e Lou Hamou-Lhadj - Pear Cider and Cigarettes – Robert Valley e Cara Speller - Pearl – Patrick Osborne |
| Melhor Trilha Sonora/Banda SonoraLa La Land – Justin Hurwitz - Jackie – Mica Levi - Lion – Dustin O'Halloran e Hauschka - Moonlight – Nicholas Britell - Passengers – Thomas Newman | Melhor Canção original"City of Stars" por La La Land – Justin Hurwitz, Pasek e Paul - "Audition (The Fools Who Dream)" por La La Land – Justin Hurwitz, Pasek e Paul - "Can't Stop the Feeling!" por Trolls – Justin Timberlake, Max Martin e Shellback - "How Far I'll Go" por Moana – Lin-Manuel Miranda - "The Empty Chair" por Jim: The James Foley Story – J. Ralph e Sting                                                           |
| Melhor Edição de SomArrival – Sylvain Bellemare - Deepwater Horizon – Wylie Stateman e Renée Tondelli - Hacksaw Ridge – Robert Mackenzie e Andy Wright - La La Land – Ai-Ling Lee e Mildred Iatrou Morgan - Sully – Alan Robert Murray e Bub Asman | Melhor mixagem/mistura de SomHacksaw Ridge – Kevin O'Connell, Andy Wright, Robert Mackenzie e Peter Grace - 13 Hours: The Secret Soldiers of Benghazi – Russell, Summers, Haboush e Ruth - Arrival – Bernard Gariépy Strobl e Claude La Haye - La La Land – Andy Nelson, Ai-Ling Lee e Steve A. Morrow - Rogue One: A Star Wars Story – David Parker, C. Scarabosio e Stuart Wilson                                                        |
| Melhor Direção de ArteLa La Land – Sandy Reynolds-Wasco e David Wasco - Arrival – Patrice Vermette e Paul Hotte - Fantastic Beasts and Where to Find Them – Stuart Craig e Anna Pinnock - Hail, Caesar! – Jess Gonchor e Nancy Haigh - Passengers – Guy Hendrix Dyas e Gene Serdena | Melhor Cinematografia/FotografiaLa La Land – Linus Sandgren - Arrival – Bradford Young - Lion – Greig Fraser - Moonlight – James Laxton - Silence – Rodrigo Prieto |
| Melhor Maquiagem e PenteadosSuicide Squad – Alessandro Bertolazzi, Giorgio Gregorini e Christopher Nelson - En man som heter Ove – Eva von Bahr e Love Larson - Star Trek Beyond – Joel Harlow e Richard Alonzo | Melhor Figurino/Guarda-RoupaFantastic Beasts and Where to Find Them – Colleen Atwood - Allied – Joanna Johnston - Florence Foster Jenkins – Consolata Boyle - Jackie – Madeline Fontaine - La La Land – Mary Zophres |
| Melhor Edição/MontagemHacksaw Ridge – John Gilbert - Arrival – Joe Walker - Hell or High Water – Jake Roberts - La La Land – Tom Cross - Moonlight – Nat Sanders e Joi McMillon | Melhores Efeitos VisuaisThe Jungle Book – Robert Legato, Adam Valdez, Andrew R. Jones e Dan Lemmon - Deepwater Horizon – Craig Hammeck, Jason Snell, Jason Billington e Burt Dalton - Doctor Strange – Stephane Ceretti, Richard Bluff, Vincent Cirelli e Paul Corbould - Kubo and the Two Strings – S. Emerson, Oliver Jones, Brian McLean e Brad Schiff - Rogue One: A Star Wars Story – J. Knoll, Mohen Leo, Hal Hickel e Neil Corbould |

### Governors Awards
A Academia realizou sua oitava cerimônia anual de Prêmios Governadores em 12 de novembro de 2016, durante a qual foram apresentados os seguintes prêmios:

#### Prêmios honorários
A Academia entregou os Oscares Honorários a
- Jackie Chan — ator, produtor, diretor de cinema e cantor honconguês especialista em artes marciais.[16][17]
- Anne V. Coates — editora de cinema britânica.[18]
- Lynn Stalmaster — diretor de elenco americano.[19]
- Frederick Wiseman — documentarista estadunidense.[20]

### Filmes com mais indicações e prêmios
| Nomeações | Filme                                   |
| --------- | --------------------------------------- |
| 14        | La La Land                              |
| 8         | Arrival                                 |
| 8         | Moonlight                               |
| 6         | Hacksaw Ridge                           |
| 6         | Lion                                    |
| 6         | Manchester by the Sea                   |
| 4         | Fences                                  |
| 4         | Hell or High Water                      |
| 3         | Hidden Figures                          |
| 3         | Jackie                                  |
| 2         | En man som heter Ove                    |
| 2         | Deepwater Horizon                       |
| 2         | Fantastic Beasts and Where to Find Them |
| 2         | Florence Foster Jenkins                 |
| 2         | Kubo and the Two Strings                |
| 2         | Moana                                   |
| 2         | Passengers                              |
| 2         | Rogue One: A Star Wars Story            |

| Prêmios | Filme                 |
| ------- | --------------------- |
| 6       | La La Land            |
| 3       | Moonlight             |
| 2       | Hacksaw Ridge         |
| 2       | Manchester by the Sea |

## Apresentadores e performances
Durante a cerimônia, personalidades da indústria cinematográfica foram convidadas para apresentar as categorias e performar entre as condecorações.

### Apresentadores
| Nome                                                             | Papel |
| ---------------------------------------------------------------- | --- |
| Randi Thomas                                                     | Anunciou o início da cerimônia                                                                             |
| Alicia Vikander                                                  | Apresentou a categoria de Melhor Ator Coadjuvante                                                          |
| Jason Bateman Kate McKinnon                                      | Apresentaram a categorias de Melhor Maquiagem e Penteados e Melhor Figurino                                |
| Taraji P. Henson Katherine Johnson Janelle Monáe Octavia Spencer | Apresentaram a categoria de Melhor Documentário de Longa-metragem                                          |
| Dwayne Johnson                                                   | Anunciou a performance de "How Far I'll Go"                                                                |
| Cheryl Boone Isaacs                                              | Apresentação especial destacando os benefícios do cinema e da diversidade                                  |
| Sofia Boutella Chris Evans                                       | Apresentaram as categoias de Melhor Edição de Som e Melhor Mixagem de Som                                  |
| Vince Vaughn                                                     | Apresentou os vencedores do Governador Awards                                                              |
| Mark Rylance                                                     | Apresentou a categoria de Melhor Atriz Coadjuvante                                                         |
| Shirley MacLaine Charlize Theron                                 | Apresentaram a categoria de Melhor Filme Estrangeiro                                                       |
| Dev Patel                                                        | Apresentou o desempenho do melhor nomeado da Canção Original                                               |
| Gael García Bernal Hailee Steinfeld                              | Apresentaram as categorias de Melhor Curta-Metragem de Animação e Melhor Filme de Animação                 |
| Jamie Dornan Dakota Johnson                                      | Apresentaram a categoria de Melhor Design de Produção                                                      |
| Riz Ahmed Felicity Jones                                         | Apresentaram a categoria de Melhores Efeitos Visuais                                                       |
| Michael J. Fox Seth Rogen                                        | Apresentaram a categoria de Melhor Edição                                                                  |
| Salma Hayek David Oyelowo                                        | Apresentaram as categorias de Melhor Documentário de Curta-metragem e Melhor Curta-metragem em Live-Action |
| John Cho Leslie Mann                                             | Apresentaram a categoria de prêmio por realização técnica                                                  |
| Javier Bardem Meryl Streep                                       | Apresentaram a categoria de Melhor Fotografia                                                              |
| Ryan Gosling Emma Stone                                          | Apresentaram o desempenho do melhor nomeado da Canção Original                                             |
| Samuel L. Jackson                                                | Apresentou a categoria de Melhor Banda Sonora                                                              |
| Scarlett Johansson                                               | Apresentou a categoria de Melhor Canção Original                                                           |
| Jennifer Aniston                                                 | Apresentou o tributo In Memoriam                                                                           |
| Ben Affleck Matt Damon                                           | Apresentaram a categoria de Melhor Roteiro Original                                                        |
| Amy Adams                                                        | Apresentou a categoria de Melhor Roteiro Adaptado                                                          |
| Halle Berry                                                      | Apresentou a categoria de Melhor Diretor                                                                   |
| Brie Larson                                                      | Apresentou a categoria de Melhor Ator                                                                      |
| Leonardo DiCaprio                                                | Apresentou a categoria de Melhor Atriz                                                                     |
| Warren Beatty Faye Dunaway                                       | Apresentaram a categoria de Melhor Filme                                                                   |

### Performances
| Nome                               | Papel              | Performance                                                      |
| ---------------------------------- | ------------------ | ---------------------------------------------------------------- |
| Harold Wheeler                     | Arranjo e condução | Orquestral                                                       |
| Auli'i Cravalho Lin-Manuel Miranda | Performance        | "How Far I'll Go" de Moana                                       |
| John Legend                        | Performance        | "Audition (The Fools Who Dream)" e "City of Stars" de La La Land |
| Sting                              | Performance        | "The Empty Chair" de Jim: The James Foley Story                  |
| Justin Timberlake                  | Performance        | "Can't Stop the Feeling!" de Trolls                              |
| Sara Bareilles                     | Performance        | "Both Sides, Now" de Joni Mitchell no segmento In Memoriam       |

### Em memória
A seção anual "In Memoriam" foi introduzida por Jennifer Aniston com Sara Bareilles a interpretar a canção "Both Sides, Now" de Joni Mitchell. De antemão, Aniston prestou homenagem ao ator Bill Paxton, que havia morrido no dia anterior à cerimônia. Em ordem de aparição, a seção homenageou:
- Arthur Hiller
- Ken Adam
- Tracy Scott
- Bill Nunn
- Alice Arlen
- George Kennedy
- Gene Wilder
- Donald P. Harris
- Paul Sylbert
- Michael Cimino
- Andrzej Wajda
- Patty Duke
- Garry Marshall
- Wilma Baker
- Emmanuelle Riva
- Janet Patterson
- Anton Yelchin
- Mary Tyler Moore
- Prince
- Kenny Baker
- John Hurt
- Jim Clark
- Norma Moriceau
- Fern Buchner
- Kit West
- Lupita Tovar
- Manlio Rocchetti
- Pat Conroy
- Nancy Reagan
- Abbas Kiarostami
- William Peter Blatty
- Ken Howard
- Tyrus Wong
- Hector Babenco
- Curtis Hanson
- Marni Nixon
- Ray West
- Raoul Coutard
- Zsa Zsa Gabor
- Antony Gibbs
- Om Puri
- Andrea Jaffe
- Richard Portman
- Debbie Reynolds
- Carrie Fisher

## Cerimônia

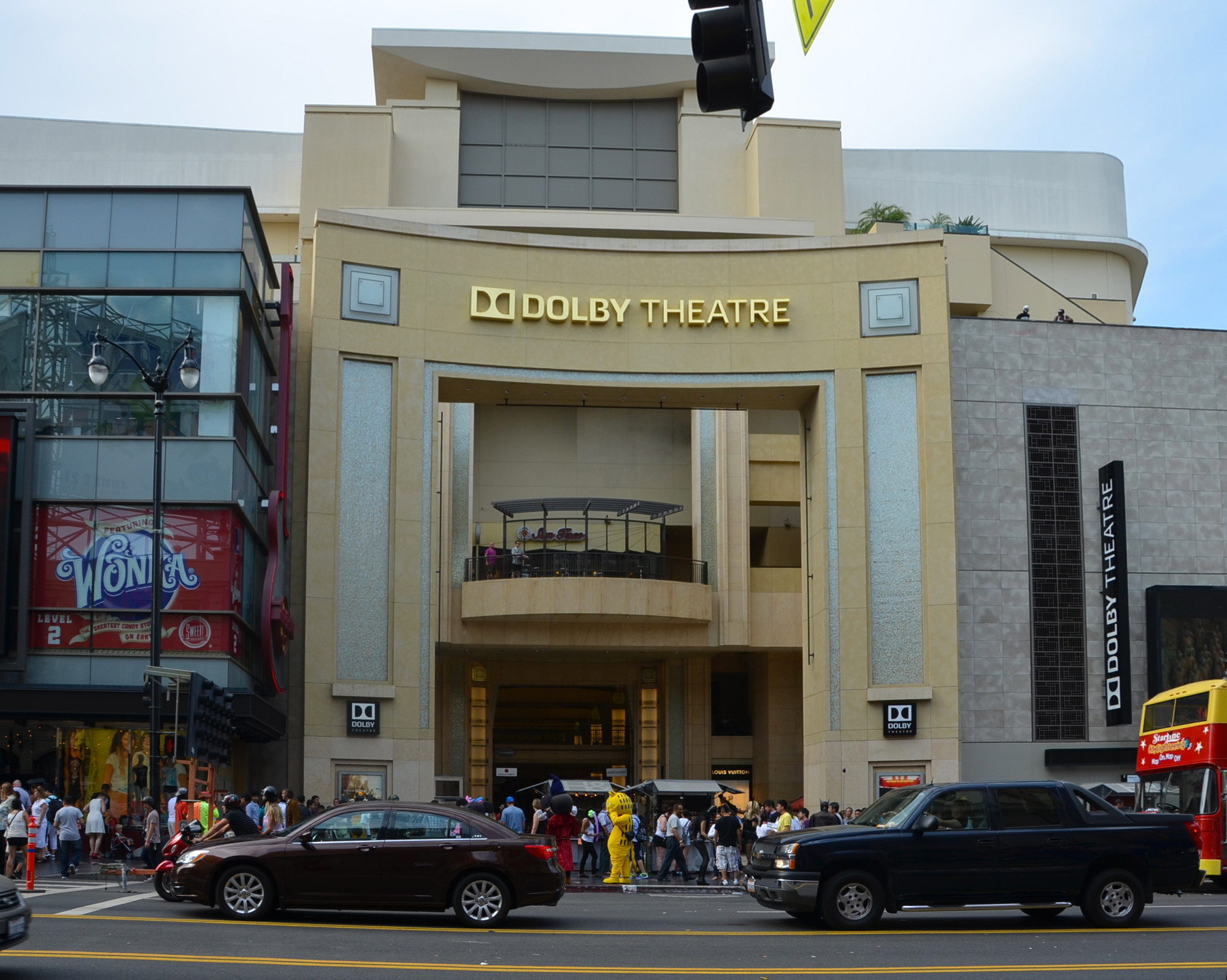
Teatro Dolby, o local onde a cerimônia foi realizada.

Os produtores David Hill e Reginald Hudlin recusaram- se a realizar a cerimônia por causa das críticas mistas e o baixo índice de audiência que teve a cerimônia anterior. Quando perguntado pela Variety se ele iria apresentar os prêmios novamente, Chris Rock disse: "Outra pessoa o fará."
Em novembro de 2016, a Academia contratou Michael De Luca e Jennifer Todd, "Que equipe talentosa", disse a presidente da Academia, Cheryl Boone Isaacs. "Mike e Jennifer têm uma grande relação de trabalho e um tremendo amor e respeito pelo cinema, e certamente extrairão de sua vasta experiência para criar um evento excepcional e inesquecível para os fãs de cinema em todos os lugares". Em 5 de Dezembro, foi anunciado que Jimmy Kimmel seria o apresentador da cerimônia.
A Academia mudou sua maneira de anunciar as nomeações. Nos anos anteriores, tradicionalmente reuniu membros da imprensa no Goldwyn Theater, em Los Angeles, e divulgou a lista em transmissão ao vivo, na presença dos jornalistas. Este ano, no entanto, optou por uma abordagem digital e fez um livestream na Internet, que esteve disponível nos sites oficiais Oscars.com e Oscars.org. A transmissão por satélite também ficou disponível para as emissoras locais, incluindo o programa matinal da ABC Good Morning America.

### Diversidade racial

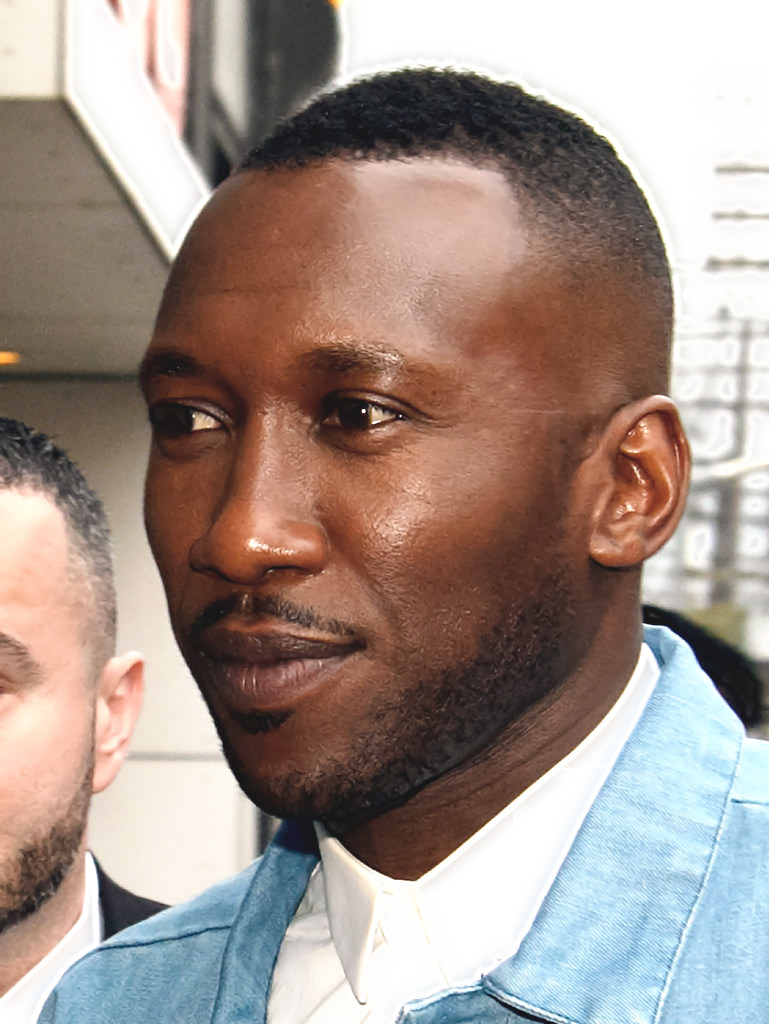
Mahershala Ali, o primeiro muçulmano a vencer um Oscar.

Nos dois anos anteriores, as premiações foram criticadas pela falta de diversidade racial entre os indicados para as principais categorias. Depois que os indicados foram anunciados em 24 de janeiro, vários meios de comunicação destacaram a diversidade de nomeações, como um número recorde de sete atores minoritários e um recorde de seis artistas negros. Pela primeira vez na história da Academia, cada categoria atuante tinha atores negros, com três indicados na categoria Melhor Atriz Coadjuvante e três roteiristas negros indicados na categoria Melhor Roteiro Adaptado. Também foi indicado um diretor negro, o quarto na história do Oscar.
Os prêmios continuaram a ser criticados por atores e organizações de mídia que representam minorias não-negras. A National Hispanic Media Coalition declarou que os atores latinos "não estavam tendo oportunidades de trabalhar em frente a câmeras, e com poucas exceções, também atrás delas". O presidente da Asian Pacific American Media Coalition afirmou que a omissão de atores asiáticos na lista de nomeações (com apenas um ator, Dev Patel, nomeado) refletiu "a contínua falta de oportunidades reais para os asiáticos em Hollywood".
Viola Davis, anteriormente nomeada para suas performances em Dúvida (2008) e The Help (2011), tornou-se a primeira atriz afro-americana a receber três indicações ao Oscar. Da mesma forma, o diretor de fotografia Bradford Young, por seu trabalho em Arrival (2016), foi o primeiro afro-americano a ser nomeado para Melhor Fotografia, enquanto Joi McMillon tornou-se o primeiro afro-americano a ser nomeado para Oscar de Melhor Montagem desde que Hugh A. Robertson foi indicado em Midnight Cowboy. Após sua vitória como Melhor Ator Coadjuvante, Mahershala Ali foi o primeiro muçulmano a vencer um Oscar. Moonlight se tornou o primeiro filme protagonizado por negros a vencer na categoria de Melhor filme. Além disso, foi a cerimônia que mais teve vencedores negros de toda a história da prêmiação.

### Controvérsias

#### Sobre o anúncio de melhor filme
Como uma homenagem ao 50.º aniversário do filme Bonnie and Clyde, a dupla de atores protagonistas Warren Beatty e Faye Dunaway foram convidados a apresentar a categoria de Melhor Filme. Depois de abrir o envelope, Beatty hesitou em anunciar o vencedor, eventualmente mostrando a Dunaway, que olhou e imediatamente declarou La La Land o vencedor. Em seguida, a orquestra do teatro começou a tocar uma das músicas instrumentais do filme, e os produtores, acompanhados pelo diretor e os atores do filme, subiram ao palco para recolher a estatueta. Enquanto o produtor Jordan Horowitz fazia seu discurso de vitória, um dos assistentes irrompeu no palco e informou a equipe de La La Land, e ao próprio Warren Beatty, que havia ocorrido um erro e os envelopes se misturaram. Um dos produtores de La La Land, Fred Berger, tendo ouvido a notícia, concluiu seu breve discurso de agradecimento dizendo "perdemos, a propósito...", e Horowitz foi ao microfone anunciar que o verdadeiro vencedor era Moonlight. Horowitz apresentou o cartão correto para a câmera como prova, e Jimmy Kimmel confirmou verbalmente. Beatty explicou que o cartão que tinha sido dado a ele foi o que estava com o nome de Emma Stone, que tinha recebido logo antes o Oscar de melhor atriz por La La Land, daí sua confusão. Horowitz e a equipe de La La Land abandonaram o palco para a produção de Moonlight recolher o prêmio.
PricewaterhouseCoopers emitiu uma declaração pedindo desculpas pelo erro, dizendo:
| “ | Sinceramente, pedimos desculpas a Moonlight, La La Land, Warren Beatty, Faye Dunaway e os espectadores do Oscar pelo erro que foi feito durante o anúncio do prêmio de Melhor Filme. O envelope era da categoria errada e quando foi descoberto, foi imediatamente corrigido. Estamos atualmente investigando como isso poderia ter acontecido, e lamentamos profundamente que tenha ocorrido. Nós apreciamos a graça com que os indicados, a Academia, a ABC e Jimmy Kimmel lidaram com a situação. | ” |

#### Sobre a proibição de entrada nos Estados Unidos

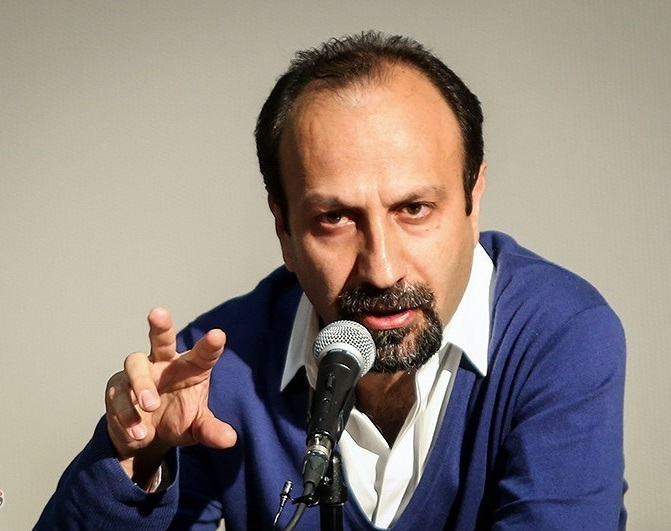
O cineasta iraniano Asghar Farhadi não compareceu à cerimônia devido ao veto de imigração realizado contra os muçulmanos.

O cineasta iraniano Asghar Farhadi representando o Irão, país vencedor na categoria de Melhor Filme Estrangeiro por Forushande, não compareceu à cerimônia devido ao veto de imigração realizado pelo presidente Donald Trump contra os muçulmanos. Ele boicotou o evento dizendo: "Eu decidi não participar da cerimônia de premiação da Academia ao lado de meus colegas membros da comunidade cinematográfica". O ministro das Relações Exteriores iraniano, Mohammad Javad Zarif, escreveu em seu perfil oficial no Twitter: "Estamos orgulhosos dos atores e da equipe de Forushande pelo Oscar e por sua posição contra o veto aos muçulmanos". A presidente da Academia Cheryl Boone Isaacs reagiu à proibição de viajar, dizendo: "A América nunca deve ser uma barreira, mas um farol e cada um de nós sabemos que há algumas cadeiras vazias nesta sala que fez artistas da academia se tornarem ativistas". Em representação de Farhadi, compareceram ao Teatro Dolby de Los Angeles dois proeminentes cidadãos americanos de origem iraniana, Firouz Naderi, ex-diretor da Solar Systems Exploration na NASA e a engenheira Anousheh Ansari, conhecida por ser a primeira mulher turista a visitar o espaço, que leu um discurso escrito pelo cineasta.
| “                                                                    | Minha ausência é por respeito ao povo de meu país e das outras seis nações que foram ofendidas pela lei desumana que proíbe a entrada de imigrantes nos EUA. | ” |
| — Ansari lendo o discurso, durante a cerimônia, escrito por Farhadi. | |   |

#### Sobre o segmento "In Memoriam"
Durante a apresentação do "In Memoriam", o slide da figurinista australiana Janet Patterson falecida, usou erroneamente uma fotografia da produtora australiana Jan Chapman, que está viva. Dois dias depois, a Academia pediu formalmente desculpas à família Patterson assim como à produtora Jan Chapman pelo sucedido. Chapman e Patterson tinham trabalhado juntas no filme O Piano. Entretanto a Academia corrigiu o erro na apresentação do segmento na página oficial.
Ficaram ausentes da homenagem nomes notáveis, como os atores Garry Shandling, Robert Vaughn, Alexis Arquette, Burt Kwouk, Florence Henderson e Doris Roberts (todos conhecidos pelos seus trabalhos em televisão mas também com participações em filmes), Miguel Ferrer, Jon Polito e o produtor Dan Ireland.
A irmã da atriz Alexis Arquette, a também atriz Patricia Arquette, foi muito crítica acerca da ausência da sua irmã na homenagem, dizendo que "Alexis tinha atuado bastante em cinema, mas ela era [também] uma das poucas artistas transexuais que trabalhavam na indústria" e "seria de esperar que a Academia tivesse um pouco mais de respeito pelos transexuais".

### Recepção e audiência

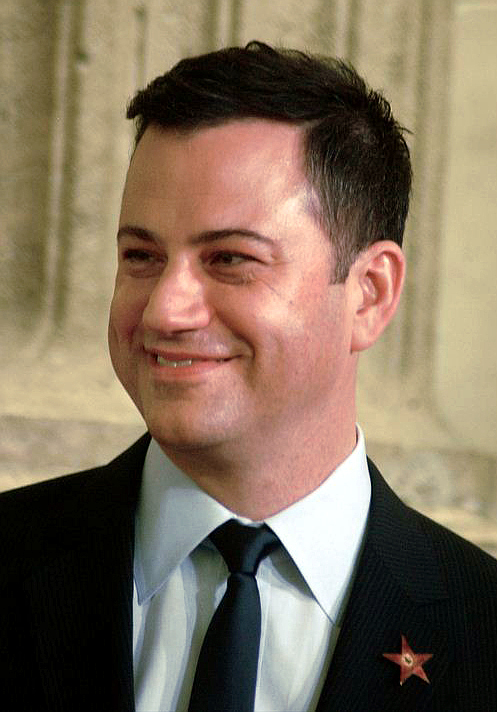
Jimmy Kimmel recebeu elogios críticos como apresentador da cerimônia.

A cerimônia foi recebida com críticas positivas pela mídia em geral. Alguns meios de comunicação receberam de forma positiva e com elogios a performance do apresentador Jimmy Kimmel. Ellen DeGeneres elogiou o monólogo que Kimmel fez no início da cerimonia dizendo: "Kimmel, esse monólogo foi tão brilhante que já está superestimado." Ben Travers, do IndieWire comentou: "Em geral, a transmissão do Oscar foi uma experiência divertida, principalmente propulsiva. Kimmel assumiu riscos, e isso deve ser aplaudido. Há momentos mais do que suficientes para se lembrar - incluindo o final (que houve uma confusão na divulgação de melhor filme) - e esses momentos incríveis devem mais do que compensar o tempo de execução extra-longo da cerimônia. Dito isso: No próximo ano, trazer Kate McKinnon como apresentadora." O crítico Rob Sheffield, da Rolling Stone observou que "Jimmy Kimmel fez um trabalho inteligente como anfitrião... facilmente ultrapassou James Corden no Grammy Awards ou Jimmy Fallon no Globo de Ouro. Em vez de fazer uma grande piada política no início, ele jogou dardos durante toda a noite, como "Os negros salvaram a NASA e os brancos salvaram o jazz".
Críticas mistas vieram do crítico do USA Today, Robert Bianco, que disse: O triste é que, até o último momento, a cerimonia tinha sido bem produzida e o anfitrião tinha sido confortável e confiante - tão confiante, que ele não viu a necessidade de ser a primeira pessoa a se apresentar. Essa honra foi para Justin Timberlake e um grupo de dançarinos, que na abertura cantava a música Can't Stop the Feeling! do filme Trolls, que fora indicada na categoria de melhor canção original - o que poderia ter sido mais emocionante se o som e a música fossem melhores. Ah, e se o diretor tivesse realmente nos deixado ver Timberlake, em vez de perdê-lo na retroiluminação.
A audiência alcançou 32,9 milhões de telespectadores norte-americanos de acordo com Nielsen Ratings. A cerimônia teve uma queda de 4% na audiência comparada com a do ano anterior e a mais baixa desde a 80.ª cerimônia realizada em 2008, que teve uma média de 32 milhões de espectadores.

## Filmes lusófonos nos Oscars 2017
O Ministério da Cultura do Brasil submeteu o filme Pequeno Segredo para a apreciação da Academia ao prêmio de melhor filme estrangeiro, enquanto que a Academia Portuguesa das Artes e Ciências Cinematográficas submeteu Cartas da Guerra. A Academia também anunciou o filme brasileiro Menino 23 como um dos pré-indicados na categoria de melhor documentário e o curta estadunidense Inner Workings, dirigido pelo brasileiro Leo Matsuda como um dos pré-indicados na categoria de melhor curta-metragem de animação. Apesar disso, nenhuma produção lusófona conseguiu uma indicação ao Oscar 2017.